# (22350) 1992 US
(22350) 1992 US là một tiểu hành tinh vành đai chính. Nó được phát hiện bởi Atsushi Sugie ở Dynic Astronomical Observatory Nhật Bản, ngày 21 tháng 10 năm 1992.